# Códice Atlántico

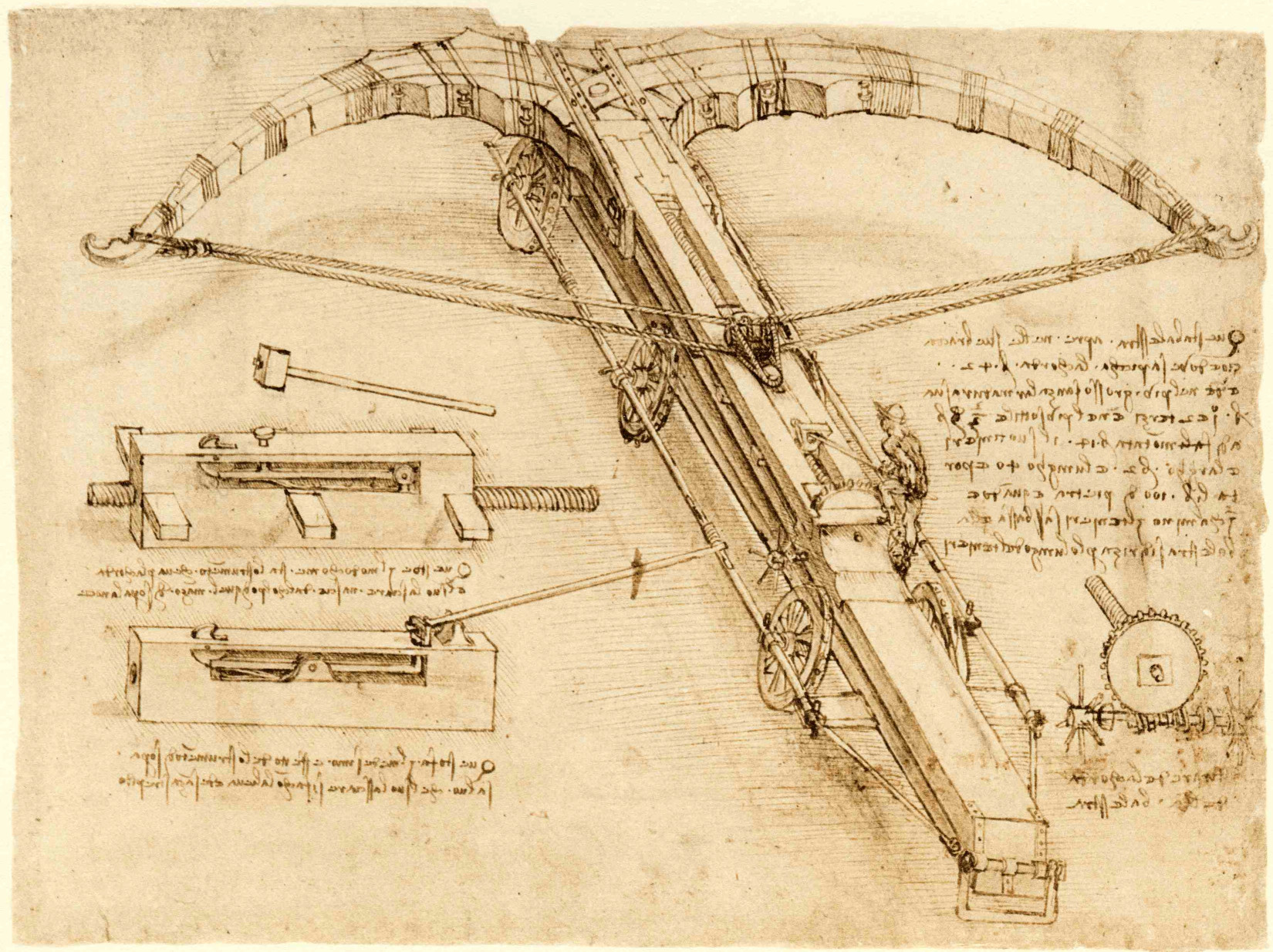
Ballesta gigante, detalle de un folio del Códice Atlántico.

El Códice Atlántico (en latín, Codex Atlanticus) es una colección encuadernada de dibujos y escrituras de Leonardo da Vinci que tiene doce volúmenes. Consta de 1 119 hojas que datan de 1478 a 1519, tratando de una gran variedad de temas: vuelo, armamento, instrumentos musicales, matemáticas y botánica. Este códice fue reunido por el escultor Pompeo Leoni, hijo de Leone Leoni, a finales del siglo XVI. Actualmente se encuentra en la Biblioteca Ambrosiana, en Milán, Italia. Muchas partes y dibujos del Codex Atlanticus de Leonardo están dedicados a su investigación durante sus estancias en el lago de Como en Lierna, incluidas Fiumelatte y las cuevas de la montaña.

## Historia
Las 1.119 páginas del códice fueron confeccionadas por Leonardo entre 1478, cuando todavía vivía en la localidad italiana Vinci en la que nació, hasta 1519, cuando murió en Amboise, Francia. En su testamento, el artista donó todos sus manuscritos a su discípulo Francesco Melzi.
Melzi conservó los escritos hasta su fallecimiento, en 1570, y luego fueron vendidos por separado a marchantes de arte y corrieron distinta suerte. Sobre finales del siglo XVI, Pompeo Leoni reunió desordenadamente algunos de los manuscritos.
Parte de esa obra fue adquirida por el marqués Galeazzo Arconati a uno de los herederos de Leoni, quien la donó a la Biblioteca Ambrosiana en 1637. Tras ser incautadas durante la conquista de Milán por Napoleón Bonaparte, la colección fue expuesta en el Museo del Louvre entre 1798 y 1815, hasta que el Congreso de Viena resolvió su definitiva devolución a la biblioteca milanesa. Sin embargo, sólo regresó el Códice Atlántico, y las doce piezas restantes terminaron en el Instituto de Francia.
Desde 2009, parte del Códice Atlántico se encuentra en exhibición rotativa en la Sala Federiciana, la antigua sala de lectura de la Biblioteca Ambrosiana. El 26 de junio de 2018 se inauguró la exhibición "Leonardo: la musica e gli strumenti musicali", con algunos manuscritos de Da Vinci referidos a sus investigaciones sobre la música y los instrumentos.

## Historia de conservación

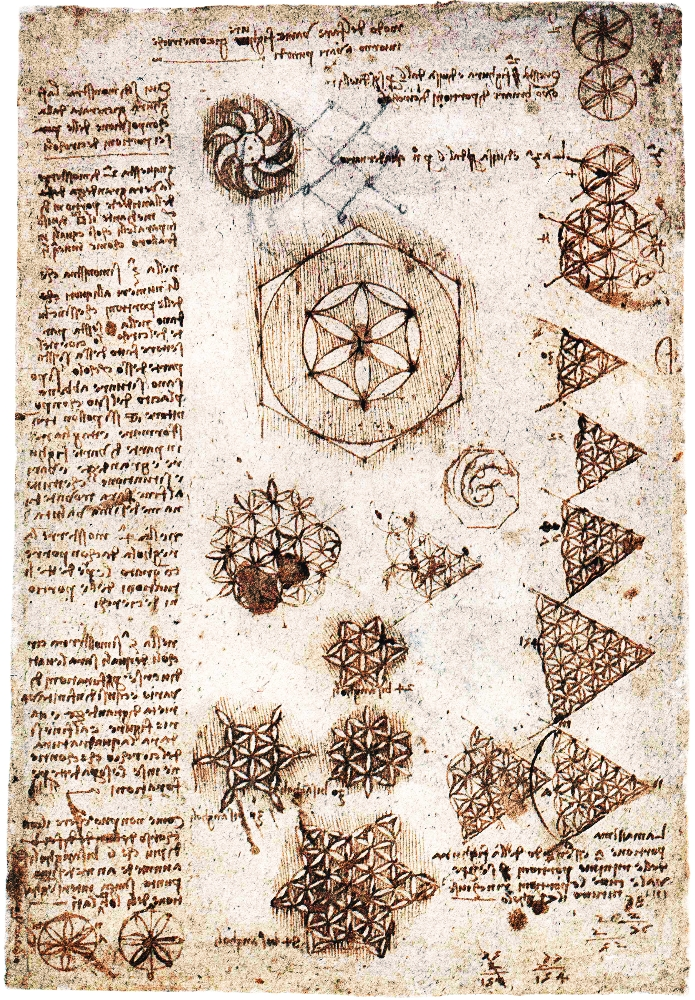
"Flor de vida", fol. 459r del Códice Atlántico.

El códice fue restaurado y empastado por los monjes basilios trabajando en el Laboratorio para la Restauración de Libros y Manuscritos Antiguos de la Abadía Griego-exárquica de Santa María de Grottaferrata desde 1968 a 1972.
En abril de 2006, Carmen Bambach, del Museo Metropolitano de Arte de Nueva York, descubrió una invasión extensa de mohos de varios colores, incluyendo negros, rojos y violetas, junto con hinchazón en las hojas. Monseñor Gianfranco Ravasi alertó al instituto de conservación, el Opificio delle Pietre Dure, en Florencia. En octubre de 2008 se determinó que los colores en las hojas no fueron el resultado de moho, sino que fueron causadas por sales de mercurio añadidas para proteger el códice de moho. Además, las manchas parecen estar no en el códice sino en cartones más recientes.

## Otros códices y manuscritos de Da Vinci
Existen otras recopilaciones de los manuscritos de Leonardo en la Biblioteca Trivulziana del Castillo Sforzesco de Milán (el llamado Codex Trivulzianus), en la Biblioteca Real del Castillo de Windsor (Codex Windsor), en el Museo de Victoria y Alberto  de Londres (Codex Forster), en el Museo Británico (Codex Arundel), en la Biblioteca Nacional de España en Madrid (Códices Madrid I y II), en el Instituto de Francia en París (manuscritos A, B, C, D, E, F, G, H, I, K, L y M), en la Biblioteca Real de Turín (Codice sul volo degli uccelli, Códice sobre el vuelo de los pájaros) y en una colección privada de Seattle, Estados Unidos (Codex Leicester / Hammer / Bill Gates). Junto con gran cantidad de hojas sueltas que recorrieron el mundo, se recuperaron en total unos 13.000 manuscritos de Leonardo.